# Курчица
Ку́рчица (укр. Курчиця) — село на Украине, основано в 1651 году, находится в Новоград-Волынском районе Житомирской области.
Население по переписи 2001 года составляет 554 человека. Почтовый индекс — 11720. Телефонный код — 4141. Занимает площадь 2,3 км².
Первое документально засвидетельствованное упоминание села в акте составленном 24 декабря 1581 г. в Гоще и записанном 1 января 1582 г. в Луцке в гродскую записовую книгу, по котором Роман Гостский, владелец имения Курчица, и князь Яхим Корецкий, владелец Корецкой волости, предоставили обоюдное согласие о сооружении ими плотин на реке Царем, разделяющей их имения.  По записям польского историка Вацлава Руликовского, земли села Курчица Роман Гостский приобрел в 1578 г. у Андрея Тимофеевича Сынгура, который также был владельцем частей в соседних землях в селах Ходорковичи (Ходурки) и Тейки (Тайки), взамен за землю Пупковщина в имении Гостского в селе Горловичи возле Овруча (сейчас район села Песчаница). В 1601 г.  киевский каштелян Гаврило Романович Гостский, с разрешения короля, на месте села Курчица основал местечко Соко́ль (пол. Sokol), которое стало центральной усадьбой его владений, далее упоминающегося в документах как Курчицкий ключ (или Курчицкая волость), просуществовавшего до 1917 г., и первонаначальный размер которого составлял не менее 20 000 гектаров. При этом Курчицы, административно находились в Луцком повете Волынского воеводства, а остальные земли в Житомирском повете Киевского воеводства, так как между ними проходила граница воеводст по реке Случь.
Изначально в состав ключа входили, кроме Курчиц, села Ходурки и Тейки, которые Гостские приобрели до этого, а также есть упоминание о существовании в это время села Цвиля (Большая). Паны Госткие, имея значительный административный ресурс, занимая высокие должности, начали активно осваивать эти земли, осаживая новые поселения. После угасания этого рода, когда в 1640 г. последняя представительница рода Гостских - княгиня Раина Гавриловна Соломерецкая, уступила эти земли своей дочери Домицеле и ее мужу, минскому каштеляну князю Миколаю Святополк-Четвертинскому, в состав ключа входили села: Ходурки, Карпиловка, Осова, Цвиля (Большая), Тайки, Заровня и Кощецов (Покощево).
Во времена козацких восстаний 1648-1658 гг. Курчица (мст. Соколь) была совершенно разорена и в 1667 г. у князей Четвертинских там не было ни одного подданного, с которого надо было платить подать, против 220 дымов (домов) в 1629 г. Курчица, бывшая довольно большим местечком, так больше и не востановилась.
Приблизительно в 1750 году, Курчицкий ключ князьями Четвертинскими был отдан в качестве приданного Магдаленне Юзефовне Коссаковской, своей родственнице, при ее замужестве с Леоном Кучинским.  В 1795 г. на средства Магдалены в Курчицах была построена деревянная церковь.
По данным за 1860 г. в Кучинских в Курчицком имении было 783 крестьянина и 21 529 десятин земли, куда входили земли в селах (wieśi): Курчица, Ходурки, Осова, Просика, Заровня, Тайки, Цвиля (Большая) и поселениях (osada): Карпиловка, Майдан (Старый), Йозефовка (Просицкая Болярка), Липник, Курчитская Гута.
В 1876 г ., когда внучка Магдалены, Юзефа Александровна Кучинская вышла замуж за графа Адама Менцинского (Męciński), ей достался Курчицкий ключ. Так как граф был австрийским подданным, юридическим владельцем всегда значилась Юзефа Менцинская, вплоть до 1917 г.

## Адрес местного совета
11720, Житомирская область, Новоград-Волынский р-н, с. Курчица